# Arnarneshreppur

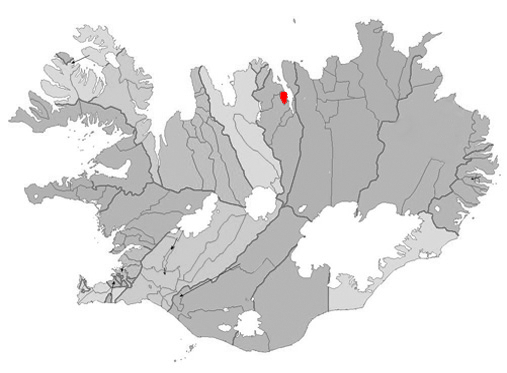
Ligging von Arnarnes

Arnarneshreppur is een voormalige gemeente in het noorden van IJsland in de regio Norðurland eystra aan de westelijke oever van het Eyjarfjörður. De gemeente heeft 174 inwoners (in 2005) en een oppervlakte van 89 km². De grootste plaats is Hjalteyri met 43 inwoners (in 2005). Een aansluiting van de gemeente bij de gemeente Akureyrarkaupstaður werd op 8 oktober 2005 middels een referendum afgewezen, maar in mei 2006 stemden de inwoners in met een samenvoeging met de gemeente Hörgárbyggð.
Akureyrarkaupstaður · Norðurþing · Fjallabyggð · Dalvíkurbyggð · Eyjafjarðarsveit · Hörgársveit · Svalbarðsstrandarhreppur · Grýtubakkahreppur · Skútustaðahreppur · Tjörneshreppur · Þingeyjarsveit · Svalbarðshreppur · Langanesbyggð